# Trichoblast

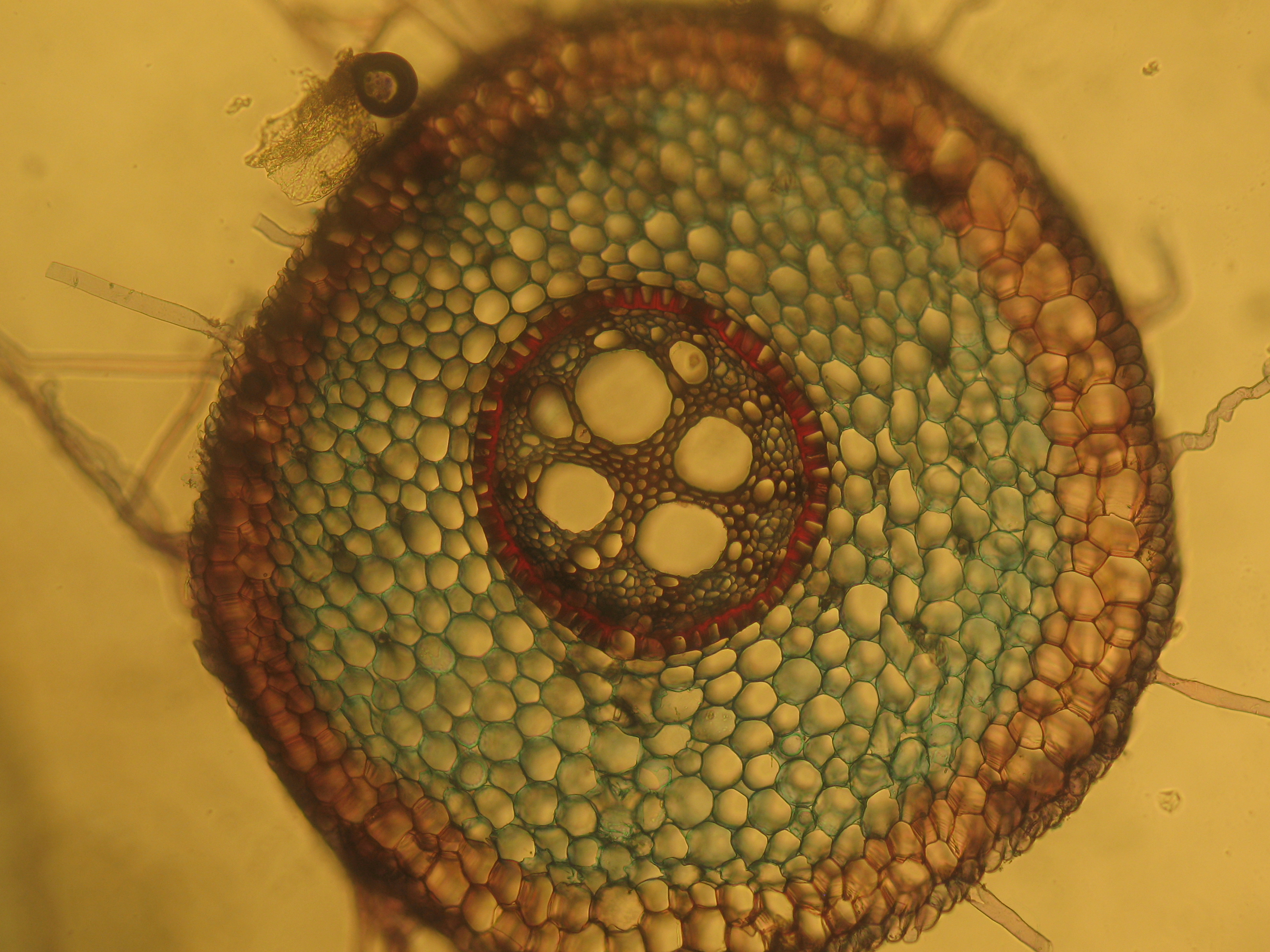
trichoblasten met wortelharen bij Iris germanica (dwarsdoorsnede wortel)

Een trichoblast is een gespecialiseerde rhizodermiscel, die een wortelhaar vormt. De cellen die geen wortelharen vormen worden atrichoblasten genoemd. De trichoblasten zijn meestal korter dan de atrichoblasten. Bij veel tweezaadlobbigen liggen de trichoblasten in overlangse rijen met daartussen rijen van atrichoblasten. Bij eenzaadlobbigen en soorten van de waterleliefamilie wisselen trichoblasten en atrichoblasten in dezelfde rij min of meer regelmatig af.
In 1868 werd voor het eerst de trichoblasten waargenomen door Carl Wilhelm von Nägeli en Hubert Leitgeb.